# Implant torique
Un implant torique est une lentille artificielle, matériel médico-chirurgical mis en place à la place du cristallin en cas de cataracte associée à un astigmatisme.
Dans cette chirurgie, le cristallin qui a perdu sa transparence est enlevé et remplacé par un implant appelé cristallin artificiel. Depuis très longtemps, on profite de ce remplacement pour ajuster la puissance de l'implant à la vision de l'œil opéré. L'implant sera ainsi plus puissant pour un œil hypermétrope et moins puissant pour un œil myope. On ne pouvait cependant pas corriger l'astigmatisme, lié à une irrégularité de la courbure cornéenne. Les implants toriques possèdent une irrégularité de courbure inverse de celle de la cornée de l'œil opéré, ce qui permet de corriger aussi l'astigmatisme,.
L'œil opéré a ainsi une vision parfaite de loin, quelle que soit sa situation visuelle avant l'intervention de cataracte.